# بازی‌های مارول
مارول گیمز (Marvel Games) برند تجاری بازی‌های ویدیویی مبتنی بر آثار مارول و همچنین بخش بازی‌های ویدیویی دیزنی اینتراکتیو است.
قبل از تأسیس مارول گیمز، بازی‌های ویدیویی مارول که بین سال‌های ۱۹۸۲ تا ۱۹۸۵ منتشر می‌شدند، توسط گروه کمیک مارول (Marvel Comics Group) و از سال ۱۹۸۶ تا ۱۹۹۸ توسط گروه سرگرمی مارول (Marvel Entertainment Group) اداره می‌شدند، در حالی که بازی‌های ویدیویی مبتنی بر آثار مارول قبل از تأسیس مارول گیمز مستقیماً توسط مارول انترپرایزز (Marvel Enterprises) اداره می‌شدند.

## تاریخچه

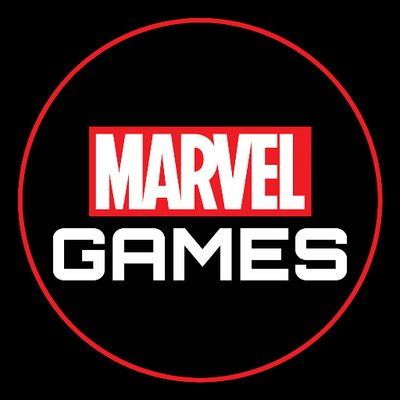
لوگوی اصلی بازی‌های مارول که تا سال ۲۰۲۴ استفاده می‌شد

این شرکت که در مارس ۲۰۰۹ تأسیس شد، مجوز مالکیت معنوی مارول را به توسعه‌دهندگان و ناشران بازی‌های ویدیویی می‌دهد. پس از خرید مارول انترتینمنت توسط شرکت والت دیزنی در اواخر همان سال، دارایی‌های مارول گیمز در دیزنی اینتراکتیو ادغام شدند، در حالی که خود این بخش همچنان تحت نظر مارول انترتینمنت باقی ماند.
برند مارول گیمز پس از آنکه دیزنی استودیوهای دیزنی اینتراکتیو را متوقف کرد و تصمیم به صدور مجوز برای بازی‌های ویدیویی گرفت احیا شد. از آن زمان، مارول گیمز در انتشار و توزیع تمام بازی‌های ویدیویی مرتبط با مارول با اشخاص ثالث مشارکت داشته است.

## فهرست بازی‌های ویدیویی

### دهه ۱۹۸۰
| عنوان                                                       | تاریخ | ملک            | پلتفرم(ها) | ناشر(ان)                          | مرجع        |
| ----------------------------------------------------------- | ----- | -------------- | --- | --------------------------------- | ----------- |
| مرد عنکبوتی                                                 | ۱۹۸۲  | مرد عنکبوتی    | آتاری ۲۶۰۰ | برادران پارکر                     | [ ۳ ]       |
| کاوشگر کوئست با حضور هالک                                   | ۱۹۸۴  | هالک           | اپل ۲، آتاری ۸-بیت، بی‌بی‌سی میکرو، مرورگر، کمودور ۱۶، کمودور پلاس/۴، کمودور ۶۴، داس، دراگون ۳۲/۶۴، آکورن الکترون، زد ایکس اسپکتروم        | ادونچر اینترنشنال                 | [ ۴ ]       |
| کاوشگر کوئست با حضور مرد عنکبوتی                            | ۱۹۸۴  | مرد عنکبوتی    | اپل ۲، آتاری ۸-بیت، آتاری اس‌تی، بی‌بی‌سی میکرو، مرورگر، کمودور ۱۶، کمودور پلاس/۴، کمودور ۶۴، داس، آکورن الکترون، زد اکس اسپکتروم، ام‌اس‌ایکس | ادونچر اینترنشنال                 | [ ۴ ]       |
| کوئست‌پروب: شامل مشعل انسانی و آن چیز                        | ۱۹۸۵  | چهار شگفت‌انگیز | آمستراد سی‌پی‌سی، اپل ۲، آتاری ۸-بیت، کمودور ۶۴، داس، آکورن الکترون، زد اکس اسپکتروم                                                       | ادونچر اینترنشنال                 | [ ۴ ]       |
| هاوارد اردک                                                 | ۱۹۸۶  | هاوارد اردک    | آمستراد سی‌پی‌سی، اپل ۲، کمودور ۶۴، ام‌اس‌ایکس، زدایکس اسپکتروم                                                                              | اکتیویژن                          | [ ۵ ]       |
| کاپیتان آمریکا در: لوله نابودی دکتر مگالومن                 | ۱۹۸۷  | کاپیتان آمریکا | آتاری اس‌تی، آمیگا، امستراد، کومودور ۶۴، زی‌اکس اسپکتروم                                                                                   | میکروژن                           | [ ۶ ]       |
| مرد عنکبوتی شگفت‌انگیز و کاپیتان آمریکا در انتقام دکتر دووم! | ۱۹۸۹  | کراس‌اوور       | آمیگا، امستراد، آتاری اس‌تی، کومودور ۶۴، داس، زی‌اکس اسپکتروم                                                                              | امپایر اینتراکتیو، پاراگون سافتور | [ ۶ ]       |
| مردان ایکس عجیب و غریب                                      | ۱۹۸۹  | مردان ایکس     | ان ای اس | ال‌جی‌ان                            | [ ۷ ]       |
| مردان ایکس: جنون در دنیای قتل                               | ۱۹۸۹  | مردان ایکس     | داس، کمودور ۶۴، آمیگا | پاراگون سافتور                    | [ ۸ ] [ ۷ ] |

### دهه ۱۹۹۰
| عنوان                                    | تاریخ | ملک                                      | پلتفرم(ها)                                       | ناشر(ان)                           | مرجع  |
| ---------------------------------------- | ----- | ---------------------------------------- | ------------------------------------------------ | ---------------------------------- | ----- |
| مردان ایکس ۲: سقوط جهش‌یافته‌ها            | ۱۹۹۰  | مردان ایکس                               | داس                                              | پاراگون سافتور                     | [ ۶ ] |
| مرد عنکبوتی شگفت‌انگیز                    | ۱۹۹۰  | مرد عنکبوتی                              | آمیگا، داس، کومودور ۶۴، آتاری اس‌تی               | پاراگون سافتور                     | [ ۶ ] |
| پانیشر                                   | ۱۹۹۰  | پانیشر                                   | آمیگا، آتاری اس‌تی، داس                           | میکرپروس                           | [ ۶ ] |
| مرد عنکبوتی شگفت‌انگیز                    | ۱۹۹۰  | مرد عنکبوتی                              | گیم‌بوی                                           | ال‌جی‌ان، نینتندو                    | [ ۶ ] |
| سیلور سرفر                               | ۱۹۹۰  | سیلور سرفر                               | ان‌ای‌اس                                           | آرکیدیا سیستمز                     | [ ۶ ] |
| پانیشر                                   | ۱۹۹۱  | پانیشر                                   | ان‌ای‌اس                                           | ال‌جی‌ان/آکلیم                       | [ ۶ ] |
| پانیشر: انتقام نهایی                     | ۱۹۹۱  | پانیشر                                   | گیم‌بوی                                           | آکلیم                              | [ ۶ ] |
| مرد عنکبوتی در برابر کینگ‌پین             | ۱۹۹۱  | مرد عنکبوتی                              | جنسیس، مستر سیستم، گیم‌گیر، سگا سی‌دی              | سگا                                | [ ۶ ] |
| مرد عنکبوتی: بازی ویدیویی                | ۱۹۹۱  | مرد عنکبوتی                              | آرکید                                            | سگا                                | [ ۶ ] |
| ولورین                                   | ۱۹۹۱  | ولورین                                   | ان‌ای‌اس                                           | ال‌جی‌ان/آکلیم                       | [ ۶ ] |
| کاپیتان آمریکا و انتقام‌جویان             | ۱۹۹۱  | انتقام‌جویان                              | آرکید، ان‌ای‌اس، اس‌ان‌ای‌اس، جنسیس، گیم‌گیر، گیم‌بوی   | دیتا ایست، ماینسکیپ                | [ ۶ ] |
| مردان ایکس                               | ۱۹۹۲  | مردان ایکس                               | آرکید، پلی‌استیشن ۳، اکس‌باکس ۳۶۰، آی‌اواس، اندروید | کونامی                             | [ ۶ ] |
| مرد عنکبوتی شگفت‌انگیز ۲                  | ۱۹۹۲  | مرد عنکبوتی                              | گیم‌بوی                                           | ال‌جی‌ان/آکلیم                       | [ ۶ ] |
| مرد عنکبوتی: بازگشت شش شرور              | ۱۹۹۲  | مرد عنکبوتی                              | ان‌ای‌اس، مستر سیستم، گیم‌گیر                       | ال‌جی‌ان/آکلیم                       | [ ۶ ] |
| مرد عنکبوتی و مردان ایکس در انتقام آرکید | ۱۹۹۲  | کراس‌اور                                  | جنسیس، اس‌ان‌ای‌اس، گیم‌بوی، گیم‌گیر                  | ال‌جی‌ان/آکلیم                       | [ ۶ ] |
| مردان ایکس                               | ۱۹۹۳  | مردان ایکس                               | جنسیس                                            | سگا                                | [ ۶ ] |
| پانیشر                                   | ۱۹۹۳  | پانیشر                                   | آرکید، جنسیس                                     | کپ‌کام                              | [ ۶ ] |
| مرد عنکبوتی شگفت‌انگیز ۳: حمله عنکبوت‌کش‌ها | ۱۹۹۳  | مرد عنکبوتی                              | گیم‌بوی                                           | ال‌جی‌ان/آکلیم                       | [ ۶ ] |
| مردان ایکس                               | ۱۹۹۴  | مردان ایکس                               | گیم‌گیر                                           | سگا                                | [ ۶ ] |
| هالک شگفت‌انگیز                           | ۱۹۹۴  | هالک                                     | اس‌ان‌ای‌اس، جنسیس، مستر سیستم، گیم‌گیر              | یو اس گلد                          | [ ۶ ] |
| مرد عنکبوتی و ونوم: کارنیج حداکثری       | ۱۹۹۴  | مرد عنکبوتی ونوم                         | جنسیس، اس‌ان‌ای‌اس                                  | ال‌جی‌ان/آکلیم                       | [ ۶ ] |
| ولورین: خشم آدامانتیومی                  | ۱۹۹۴  | ولورین                                   | جنسیس، اس‌ان‌ای‌اس                                  | ال‌جی‌ان/آکلیم                       | [ ۶ ] |
| مردان ایکس: آخرالزمان جهش‌یافتگان         | ۱۹۹۴  | مردان ایکس                               | اس‌ان‌ای‌اس                                         | کپ‌کام                              | [ ۶ ] |
| مردان ایکس: فرزندان اتم                  | ۱۹۹۴  | مردان ایکس با حضور آکوما از استریت فایتر | آرکید، سگا سترن، داس، پلی‌استیشن                  | کپ‌کام، آکلیم                       | [ ۶ ] |
| مردان ایکس ۲: جنگ‌های شبیه‌سازی            | ۱۹۹۵  | مردان ایکس                               | جنسیس                                            | سگا                                | [ ۶ ] |
| مردان ایکس: میراث گیم‌مستر                | ۱۹۹۵  | مردان ایکس                               | گیم‌گیر                                           | سگا                                | [ ۶ ] |
| مرد عنکبوتی                              | ۱۹۹۵  | مرد عنکبوتی                              | جنسیس، اس‌ان‌ای‌اسس                                 | ال‌جی‌ان/آکلیم                       | [ ۶ ] |
| مرد عنکبوتی شگفت‌انگیز: دشمنان مرگبار     | ۱۹۹۵  | مرد عنکبوتی                              | سوپر فمیکام                                      | ای‌پاک                              | [ ۶ ] |
| ابرقهرمانان مارول                        | ۱۹۹۵  | با حضور آنیتا از دارکستاکرز              | آرکید، سگا سترن، پلی‌استیشن                       | کپ‌کام، ویرجین اینترکتیو            | [ ۶ ] |
| ونوم/اسپایدرمن: اضطراب جدایی             | ۱۹۹۵  | مرد عنکبوتی ونوم                         | اس‌ان‌ای‌اس، جنسیس، ویندوز                          | آکلیم                              | [ ۶ ] |
| انتقام‌جویان در طوفان گالاکتیک            | ۱۹۹۶  | انتقام‌جویان                              | آرکید                                            | دیتا ایست                          | [ ۶ ] |
| مرد عنکبوتی شگفت‌انگیز: تار آتش           | ۱۹۹۶  | مرد عنکبوتی                              | سگا ۳۲ایکس                                       | سگا                                | [ ۶ ] |
| مردان ایکس در برابر استریت فایتر         | ۱۹۹۶  | مردان ایکس کراس‌اور                       | آرکید، سگا سترن، پلی‌استیشن                       | کپ‌کام، ویرجین اینترکتیو            | [ ۶ ] |
| ابرقهرمانان مارول در جنگ گوهرها          | ۱۹۹۶  | کراس‌اور                                  | اس‌ان‌ای‌اس                                         | کپ‌کام                              | [ ۶ ] |
| مردان ایکس: دنیای موجو                   | ۱۹۹۶  | مردان ایکس                               | گیم‌گیر، مستر سیستم                               | سگا                                | [ ۶ ] |
| مرد آهنی و مانور ایکس-او در هوی‌متال      | ۱۹۹۶  | مرد آهنی                                 | پلی‌استیشن، سگا سترن، گیم‌بوی، گیم‌گیر، داس         | آکلیم                              | [ ۶ ] |
| مرد عنکبوتی: شش شرور                     | ۱۹۹۶  | مرد عنکبوتی                              | داس، ویندوز                                      | بیرون پری مولتی‌مدیا                | [ ۶ ] |
| هالک شگفت‌انگیز: حماسه پانتئون            | ۱۹۹۷  | هالک                                     | داس، سگا سترن، پلی‌استیشن                         | ایداس اینترکتیو                    | [ ۶ ] |
| ابرقهرمانان مارول در برابر استریت فایتر  | ۱۹۹۷  | کراس‌اور                                  | آرکید، سگا سترن، پلی‌استیشن                       | کپ‌کام                              | [ ۶ ] |
| چهار شگفت‌انگیز                           | ۱۹۹۷  | چهار شگفت‌انگیز                           | پلی‌استیشن                                        | آکلیم                              | [ ۶ ] |
| مردان سیاه‌پوش: بازی                      | ۱۹۹۷  | مردان سیاه‌پوش                            | ویندوز، پلی‌استیشن                                | گیگاوات استودیوز، سوث‌پیک اینترکتیو | [ ۶ ] |
| ایکس‌من: ویرانی‌های آپوکالیپس              | ۱۹۹۷  | مردان ایکس                               | ویندوز، داس، لینوکس، مک‌اواس                      | ویزارد ورکس                        | [ ۶ ] |
| مارول در برابر کپ‌کام: درگیری ابرقهرمانان | ۱۹۹۸  | کراس‌اور                                  | آرکید، پلی‌استیشن، دریم‌کست                        | کپ‌کام، ویرجین اینترکتیو            | [ ۶ ] |

### دهه ۲۰۰۰
| عنوان                                     | تاریخ | ملک                             | پلتفرم(ها) | ناشر(ان)                | مرجع  |
| ----------------------------------------- | ----- | ------------------------------- | --- | ----------------------- | ----- |
| مارول در برابر کپ‌کام ۲: عصر جدید قهرمانان | 2000  | کراس‌اور                         | آرکید، دریم‌کست، پلی‌استیشن ۲، اکس‌باکس، پلی‌استیشن ۳، اکس‌باکس ۳۶۰                                                       | کپ‌کام، ویرجین اینترکتیو | [ ۶ ] |
| مردان ایکس: آکادمی جهش‌یافتگان             | 2000  | مردان ایکس                      | پلی‌استیشن، گیم‌بوی کالر                                                                                               | اکتیویژن                | [ ۶ ] |
| مرد عنکبوتی                               | 2000  | مرد عنکبوتی                     | دریم‌کست، مک او اس، نینتندو ۶۴، پلی‌استیشن، ویندوز، گیم‌بوی کالر                                                        | اکتیویژن                | [ ۶ ] |
| بلید                                      | 2000  | بلید                            | گیم‌بوی کالر، پلی‌استیشن                                                                                               | اکتیویژن                | [ ۶ ] |
| مردان ایکس: نبرد جهش‌یافتگان               | 2000  | مردان ایکس                      | گیم‌بوی کالر | اکتیویژن                | [ ۶ ] |
| مردان ایکس: خشم ولورین                    | 2001  | مردان ایکس                      | گیم‌بوی کالر | اکتیویژن                | [ ۶ ] |
| مرد عنکبوتی ۲: شش شرور                    | 2001  | مرد عنکبوتی                     | گیم‌بوی کالر | اکتیویژن                | [ ۶ ] |
| مرد عنکبوتی ۲: الکترو                     | 2001  | مرد عنکبوتی                     | پلی‌استیشن | اکتیویژن                | [ ۶ ] |
| مردان ایکس: آکادمی جهش‌یافتگان ۲           | 2001  | مردان ایکس (مهمان: مرد عنکبوتی) | پلی‌استیشن | اکتیویژن                | [ ۶ ] |
| مرد عنکبوتی: تهدید میستریو                | 2001  | مرد عنکبوتی                     | گیم‌بوی ادونس | اکتیویژن                | [ ۶ ] |
| مردان ایکس: سلطنت آپوکالیپس               | 2001  | مردان ایکس                      | گیم‌بوی ادونس | اکتیویژن                | [ ۶ ] |
| مردان سیاه‌پوش: کراش داون                  | 2001  | مردان سیاه‌پوش                   | پلی‌استیشن | اینفوگیمز               | [ ۶ ] |
| مردان سیاه‌پوش ۲                           | 2002  | مردان سیاه‌پوش                   | گیم‌کیوب، پلی‌استیشن ۲                                                                                                 | اینفوگیمز               | [ ۶ ] |
| مرد عنکبوتی                               | 2002  | مرد عنکبوتی                     | پلی‌استیشن ۲، گیم‌کیوب، اکس‌باکس، گیم‌بوی ادونس، ویندوز                                                                  | اکتیویژن                | [ ۶ ] |
| مردان ایکس: بعد دیگر                      | 2002  | مردان ایکس                      | پلی‌استیشن ۲، اکس‌باکس، گیم‌کیوب                                                                                        | اکتیویژن                | [ ۶ ] |
| بلید ۲                                    | 2002  | بلید                            | پلی‌استیشن ۲، اکس‌باکس                                                                                                 | اکتیویژن                | [ ۶ ] |
| مرد آهنی شکست‌ناپذیر                       | 2002  | مرد آهنی                        | گیم‌بوی ادونس | اکتیویژن                | [ ۶ ] |
| دردویل                                    | 2003  | Daredevil                       | گیم‌بوی ادونس | انکور                   | [ ۶ ] |
| هالک شگفت‌انگیز                            | 2003  | هالک                            | گیم‌بوی ادونس | یونیورسال اینترکتیو     | [ ۶ ] |
| هالک                                      | 2003  | هالک                            | گیم‌کیوب، پلی‌استیشن ۲، اکس‌باکس، ویندوز                                                                                | یونیورسال اینترکتیو     | [ ۶ ] |
| X2: انتقام ولورین                         | 2003  | مردان ایکس                      | گیم‌کیوب، مک او اس X، پلی‌استیشن ۲، ویندوز، اکس‌باکس، گیم‌بوی ادونس                                                      | اکتیویژن                | [ ۶ ] |
| مرد عنکبوتی ۲                             | 2004  | مرد عنکبوتی                     | گیم‌کیوب، ویندوز، پلی‌استیشن ۲، اکس‌باکس، گیم‌بوی ادونس، ان‌گیج، مک او اس X، نینتندو DS، پلی‌استیشن پرتابل                 | اکتیویژن، مک‌پلی         | [ ۶ ] |
| مرد عنکبوتی ۲: بازگشت قهرمان              | 2004  | مرد عنکبوتی                     | برو، J2ME | سونی                    | [ ۶ ] |
| بلید: تثلیث                               | 2004  | بلید                            | برو، J2ME | ام‌فورما                 | [ ۶ ] |
| مردان ایکس لجندز                          | 2004  | مردان ایکس                      | پلی‌استیشن ۲، گیم‌کیوب، اکس‌باکس، N-Gage                                                                                | اکتیویژن                | [ ۶ ] |
| مردان ایکس لجندز ۲: خیزش آپوکالیپس        | 2005  | مردان ایکس                      | گیم‌کیوب، ویندوز، N-Gage، پلی‌استیشن ۲، پلی‌استیشن پرتابل، اکس‌باکس، تلفن همراه                                          | اکتیویژن                | [ ۶ ] |
| چهار شگفت‌انگیز                            | 2005  | Fantastic Four                  | پلی‌استیشن ۲، اکس‌باکس، گیم‌کیوب، ویندوز، گیم‌بوی ادونس                                                                  | اکتیویژن                | [ ۶ ] |
| چهار شگفت‌انگیز: شعله                      | 2005  | Fantastic Four                  | گیم‌بوی ادونس | اکتیویژن                | [ ۶ ] |
| مرد عنکبوتی نهایی                         | 2005  | مرد عنکبوتی                     | نینتندو DS، گیم‌کیوب، پلی‌استیشن ۲، اکس‌باکس، ویندوز، گیم‌بوی ادونس                                                      | اکتیویژن                | [ ۶ ] |
| الکترا                                    | 2005  | الکترا                          | تلفن‌همراه | ام‌فورما                 | [ ۶ ] |
| پانیشر                                    | 2005  | The Punisher                    | پلی‌استیشن ۲، اکس‌باکس، ویندوز، تلفن همراه                                                                             | تی‌اچ‌کیو                 | [ ۶ ] |
| هالک شگفت‌انگیز: تخریب نهایی               | 2005  | هالک                            | پلی‌استیشن ۲، اکس‌باکس، گیم‌کیوب                                                                                        | ویوندی یونیورسال گیمز   | [ ۶ ] |
| مارول نمسیس                               | 2005  | کراس‌اور                         | گیم‌کیوب، پلی‌استیشن ۲، پلی‌استیشن پرتابل، نینتندو DS، اکس‌باکس                                                          | الکترونیک آرتس          | [ ۶ ] |
| مردان ایکس                                | 2006  | مردان ایکس                      | گیم‌بوی ادونس، ویندوز، نینتندو DS، گیم‌کیوب، پلی‌استیشن ۲، اکس‌باکس، اکس‌باکس ۳۶۰                                         | اکتیویژن                | [ ۶ ] |
| مارول: اتحاد نهایی                        | 2006  | کراس‌اور                         | اکس‌باکس، پلی‌استیشن ۲، ویندوز، اکس‌باکس ۳۶۰، گیم‌بوی ادونس، پلی‌استیشن پرتابل، وی، پلی‌استیشن ۳، پلی‌استیشن ۴، اکس‌باکس وان | اکتیویژن                | [ ۶ ] |
| مرد عنکبوتی: نبرد نیویورک                 | 2006  | مرد عنکبوتی                     | گیم‌بوی ادونس، نینتندو DS                                                                                             | اکتیویژن                | [ ۶ ] |
| مرد عنکبوتی ۳                             | 2007  | مرد عنکبوتی                     | گیم‌بوی ادونس، ویندوز، نینتندو DS، پلی‌استیشن ۲، پلی‌استیشن ۳، پلی‌استیشن پرتابل، وی، اکس‌باکس ۳۶۰، TV game، تلفن همراه   | اکتیویژن                | [ ۶ ] |
| چهار شگفت‌انگیز: سیلور سرفر                | 2007  | Fantastic Four                  | نینتندو DS، وی، اکس‌باکس ۳۶۰، پلی‌استیشن ۲، پلی‌استیشن ۳                                                                | 2K گیمز                 | [ ۶ ] |
| روح‌سوار                                   | 2007  | Ghost Rider                     | پلی‌استیشن ۲، پلی‌استیشن پرتابل، گیم‌بوی ادونس                                                                          | 2K گیمز                 | [ ۶ ] |
| مرد عنکبوتی: دوست و دشمن                  | 2007  | مرد عنکبوتی                     | اکس‌باکس ۳۶۰، پلی‌استیشن ۲، نینتندو DS، وی، ویندوز، پلی‌استیشن پرتابل                                                   | اکتیویژن                | [ ۶ ] |
| مرد آهنی                                  | 2008  | مرد آهنی                        | پلی‌استیشن ۲، پلی‌استیشن ۳، پلی‌استیشن پرتابل، وی، نینتندو DS، اکس‌باکس ۳۶۰، ویندوز، تلفن همراه                          | سگا                     | [ ۶ ] |
| هالک شگفت‌انگیز                            | 2008  | هالک                            | نینتندو DS، پلی‌استیشن ۲، پلی‌استیشن ۳، وی، ویندوز، اکس‌باکس ۳۶۰                                                        | سگا                     | [ ۶ ] |
| مرد عنکبوتی: تار سایه‌ها                   | 2008  | مرد عنکبوتی                     | ویندوز، نینتندو DS، پلی‌استیشن ۲، پلی‌استیشن ۳، پلی‌استیشن پرتابل، اکس‌باکس ۳۶۰، وی                                      | اکتیویژن                | [ ۶ ] |
| مردان ایکس اوریجینز: ولورین               | 2009  | مردان ایکس                      | ویندوز، نینتندو DS، پلی‌استیشن ۲، پلی‌استیشن ۳، پلی‌استیشن پرتابل، اکس‌باکس ۳۶۰، وی                                      | اکتیویژن                | [ ۶ ] |
| پانیشر: بی‌رحم                             | 2009  | The Punisher                    | پلی‌استیشن 3 | ذن استودیوز             | [ ۶ ] |
| جوخه ابرقهرمانان مارول                    | 2009  | کراس‌اور                         | نینتندو DS، وی، پلی‌استیشن ۲، پلی‌استیشن پرتابل                                                                        | تی‌اچ‌کیو                 | [ ۶ ] |
| مارول: اتحاد نهایی ۲                      | 2009  | کراس‌اور                         | پلی‌استیشن ۳، اکس‌باکس ۳۶۰، وی، نینتندو DS, PSP، پلی‌استیشن ۴، اکس‌باکس وان، ویندوز                                      | اکتیویژن                | [ ۶ ] |
| مرد عنکبوتی: شهر مسموم                    | 2009  | مرد عنکبوتی                     | تلفن همراه | مارول کامیکس            | [ ۶ ] |

### دهه ۲۰۱۰
| عنوان                                            | تاریخ | ملک                      | پلتفرم(ها) | ناشر(ان)                                                       | مرجع  |
| ------------------------------------------------ | ----- | ------------------------ | --- | -------------------------------------------------------------- | ----- |
| مرد آهنی ۲                                       | 2010  | مرد آهنی                 | پلی‌استیشن ۳، وی، اکس‌باکس ۳۶۰، پلی‌استیشن پرتابل، نینتندو DS، آی‌اواس، بلک بری                                                      | سگا/گیم‌لافت                                                    | [ ۶ ] |
| مرد عنکبوتی: ابعاد شکسته                         | 2010  | مرد عنکبوتی              | اکس‌باکس ۳۶۰، پلی‌استیشن ۳، ویندوز، وی، نینتندو DS                                                                                 | اکتیویژن                                                       | [ ۶ ] |
| جوخه ابرقهرمانان: گانتلت بی‌نهایت                 | 2010  | کراس‌اور                  | اکس‌باکس ۳۶۰، پلی‌استیشن ۳، وی، نینتندو DS، نینتندو 3DS                                                                            | تی‌اچ‌کیو                                                        | [ ۶ ] |
| ابرقهرمانان مارول سه بعدی                        | 2010  | کراس‌اور                  | وی | بیگ‌بن اینترکتیو، نکو انترتینمنت                                | [ ۶ ] |
| پین‌بال مارول                                     | 2010  | کراس‌اور                  | نینتندو 3DS، پلی‌استیشن ۳، پلی‌استیشن ویتا، اکس‌باکس ۳۶۰                                                                            | ذن استودیوز                                                    | [ ۶ ] |
| مرد عنکبوتی: هرج و مرج نهایی                     | 2010  | مرد عنکبوتی              | اندروید، آی‌اواس | گیم‌لافت                                                        | [ ۶ ] |
| مارول در برابر کپ‌کام ۳: سرنوشت دو جهان           | 2011  | کراس‌اور                  | پلی‌استیشن ۳، اکس‌باکس ۳۶۰ | کپ‌کام                                                          | [ ۶ ] |
| مارول جوخه ابرقهرمانان آنلاین                    | 2011  | کراس‌اور                  | ویندوز | امیزینگ سوسایتی، گزیلیون انترتینمنت                            | [ ۶ ] |
| تور: خدای رعد                                    | 2011  | تور                      | پلی‌استیشن ۳، اکس‌باکس ۳۶۰، نینتندو DS، وی، نینتندو 3DS                                                                            | سگا                                                            | [ ۶ ] |
| تور: فرزند ازگارد                                | 2011  | تور                      | آی‌اواس | مارول گیمز                                                     | [ ۶ ] |
| کاپیتان آمریکا: ابرسرباز                         | 2011  | کاپیتان آمریکا           | پلی‌استیشن ۳، اکس‌باکس ۳۶۰، وی، نینتندو DS، نینتندو 3DS                                                                            | سگا                                                            | [ ۶ ] |
| کاپیتان آمریکا: نگهبان آزادی                     | 2011  | کاپیتان آمریکا           | اندروید، آی‌اواس | مارول گیمز                                                     | [ ۶ ] |
| مرد عنکبوتی: لبهٔ زمان                            | 2011  | مرد عنکبوتی              | نینتندو DS، پلی‌استیشن ۳، وی، اکس‌باکس ۳۶۰، نینتندو 3DS                                                                            | اکتیویژن                                                       | [ ۶ ] |
| مردان ایکس: سرنوشت                               | 2011  | مردان ایکس               | پلی‌استیشن ۳، وی، اکس‌باکس ۳۶۰، نینتندو DS                                                                                         | اکتیویژن                                                       | [ ۶ ] |
| جوخه ابرقهرمانان مارول: نبرد کامیک               | 2011  | کراس‌اور                  | اکس‌باکس ۳۶۰، پلی‌استیشن ۳، وی | تی‌اچ‌کیو                                                        | [ ۶ ] |
| مارول نهایی در برابر کپ‌کام ۳                     | 2011  | کراس‌اور                  | ویندوز، پلی‌استیشن ۳، اکس‌باکس ۳۶۰، پلی‌استیشن ویتا، پلی‌استیشن ۴، اکس‌باکس وان                                                       | کپ‌کام                                                          | [ ۶ ] |
| مارول انتقام‌جویان اتحاد                          | 2012  | کراس‌اور                  | Facebook، آی‌اواس، اندروید، ویندوز، Playdom.com                                                                                   | پلی‌دام                                                         | [ ۶ ] |
| مردان سیاه‌پوش: هرج و مرج فضایی                   | 2012  | مردان سیاه‌پوش            | اکس‌باکس ۳۶۰، پلی‌استیشن ۳، وی | فان‌لبز                                                         | [ ۶ ] |
| مردان سیاه‌پوش ۳                                  | 2012  | مردان سیاه‌پوش            | اندروید، آی‌اواس | گیم‌لافت                                                        | [ ۶ ] |
| مرد عنکبوتی شگفت‌انگیز                            | 2012  | مرد عنکبوتی              | نینتندو DS، پلی‌استیشن ۳، وی، وی U، اکس‌باکس ۳۶۰، نینتندو 3DS، ویندوز، اندروید، آی‌اواس                                             | اکتیویژن/گیم‌لافت                                               | [ ۶ ] |
| مارول در برابر کپ‌کام: ریشه‌ها                     | 2012  | کراس‌اور                  | پلی‌استیشن ۳، اکس‌باکس ۳۶۰ | کپ‌کام                                                          | [ ۶ ] |
| مارول: جنگ قهرمانان                              | 2012  | کراس‌اور                  | اندروید، آی‌اواس | موباگه                                                         | [ ۶ ] |
| مارول انتقام‌جویان: نبردی برای زمین               | 2012  | کراس‌اور                  | وی U، اکس‌باکس 360 (Kinect) | یوبی‌سافت کیوبک                                                 | [ ۶ ] |
| انتقام‌جویان: ابتکار                              | 2012  | انتقام‌جویان              | اندروید، آی‌اواس | مارول گیمز                                                     | [ ۶ ] |
| مرد آهنی ۳                                       | 2013  | مرد آهنی                 | اندروید، آی‌اواس | گیم‌لافت                                                        | [ ۶ ] |
| قهرمانان مارول                                   | 2013  | کراس‌اور                  | ویندوز، OS X | گزیلیون                                                        | [ ۶ ] |
| ددپول                                            | 2013  | ددپول                    | پلی‌استیشن ۳، پلی‌استیشن ۴، اکس‌باکس ۳۶۰، اکس‌باکس وان، ویندوز                                                                       | اکتیویژن                                                       | [ ۶ ] |
| مأموریت پازل مارول                               | 2013  | کراس‌اور                  | پلی‌استیشن ۳، پلی‌استیشن ۴، اکس‌باکس ۳۶۰، اکس‌باکس وان، اندروید، آی‌اواس، ویندوز، آمازون کیندل                                        | دمیورژ استودیو                                                 | [ ۶ ] |
| لگو ابرقهرمانان مارول                            | 2013  | کراس‌اور                  | اندروید، آی‌اواس، ویندوز، نینتندو 3DS، نینتندو DS, OS X، پلی‌استیشن ۳، پلی‌استیشن ۴، پلی‌استیشن ویتا، وی U، اکس‌باکس ۳۶۰، اکس‌باکس وان | تی‌تی گیمز، برادران وارنر. اینترکتیو انترتینمنت، فرال اینترکتیو | [ ۶ ] |
| تور: جهان تاریک                                  | 2013  | تور                      | اندروید، آی‌اواس | گیم‌لافت                                                        | [ ۶ ] |
| مردان ایکس: نبرد اتم                             | 2014  | مردان ایکس (مهمان:ددپول) | اندروید، آی‌اواس | PlayNext                                                       | [ ۶ ] |
| کاپیتان آمریکا: سرباز زمستان                     | 2014  | کاپیتان آمریکا           | اندروید، آی‌اواس | گیم‌لافت                                                        | [ ۶ ] |
| مرد عنکبوتی شگفت‌انگیز ۲                          | 2014  | مرد عنکبوتی              | ویندوز، نینتندو 3DS، پلی‌استیشن ۳، پلی‌استیشن ۴، وی U، اکس‌باکس ۳۶۰، اکس‌باکس وان، آی‌اواس، اندروید                                   | اکتیویژن                                                       | [ ۶ ] |
| مرد عنکبوتی شگفت‌انگیز ۲: کلاگ                    | 2014  | مرد عنکبوتی              | اندروید، آی‌اواس، ویندوز فون | بولی! انترتینمنت                                               | [ ۶ ] |
| مرد عنکبوتی قدرت نهایی                           | 2014  | مرد عنکبوتی              | اندروید، آی‌اواس، ویندوز فون، بلک بری                                                                                             | گیم‌لافت                                                        | [ ۶ ] |
| مردان ایکس: روزهای گذشتهٔ آینده                   | 2014  | مردان ایکس               | اندروید، آی‌اواس | گلیج‌سافت                                                       | [ ۶ ] |
| مرد عنکبوتی بی‌نهایت                              | 2014  | مرد عنکبوتی              | اندروید، آی‌اواس، ویندوز فون | گیم‌لافت                                                        | [ ۶ ] |
| دیزنی بی‌نهایت ۲                                  | 2014  | کراس‌اور                  | اکس‌باکس وان، اکس‌باکس ۳۶۰، پلی‌استیشن ۴، پلی‌استیشن ۳، پلی‌استیشن ویتا، وی U، ویندوز                                                 | دیزنی اینترکتیو استودیوز                                       | [ ۶ ] |
| نگهبانان کهکشان: اسلحه جهانی                     | 2014  | نگهبانان کهکشان          | اندروید، آی‌اواس، ویندوز فون | دیزنی اینترکتیو استودیوز                                       | [ ۶ ] |
| انتقام‌جویان: قهرمانان نهایی                      | 2014  | انتقام‌جویان              | نینتندو 3DS | باندای                                                         | [ ۶ ] |
| مارول مسابقه قهرمانان                            | 2014  | کراس‌اور                  | اندروید، آی‌اواس، ویندوز | کابام                                                          | [ ۶ ] |
| مارول: جنگ آینده                                 | 2015  | کراس‌اور                  | اندروید، آی‌اواس | نت‌ماربل گیمز                                                   | [ ۶ ] |
| لگو انتقام‌جویان مارول                            | 2016  | کراس‌اور                  | ویندوز، نینتندو 3DS, OS X، پلی‌استیشن ۳، پلی‌استیشن ۴، پلی‌استیشن ویتا، وی U، اکس‌باکس ۳۶۰، اکس‌باکس وان                              | تی‌تی گیمز، برادران وارنر. اینترکتیو انترتینمنت                 | [ ۶ ] |
| آکادمی انتقام‌جویان مارول                         | 2016  | کراس‌اور                  | اندروید، آی‌اواس | تاینی‌کو                                                        | [ ۶ ] |
| جنگ داخلی مارول کلاگ                             | 2016  | کراس‌اور                  | اندروید، آی‌اواس | بولی انترتینمنت                                                | [ ۶ ] |
| سام سام                                          | 2016  | کراس‌اور                  | اندروید، آی‌اواس | اکس‌فلگ                                                         | [ ۶ ] |
| قهرمانان اومگا                                   | 2017  | کراس‌اور                  | پلی‌استیشن ۴، اکس‌باکس وان | گزیلیون                                                        | [ ۶ ] |
| نگهبانان کهکشان: دنبالهٔ تل‌تیل                    | 2017  | نگهبانان کهکشان          | اکس‌باکس وان، پلی‌استیشن ۴، اندروید، آی‌اواس، ویندوز، مک او اس                                                                      | تل‌تیل گیمز                                                     | [ ۶ ] |
| مرد عنکبوتی: بازگشت به خانه – تجربه واقعیت مجازی | 2017  | مرد عنکبوتی              | اچ‌تی‌سی وایو، آکیولوس ریفت، پلی‌استیشن VR                                                                                          | کریت وی‌آر                                                      | [ ۶ ] |
| مارول در برابر کپ‌کام: بی‌نهایت                    | 2017  | کراس‌اور                  | پلی‌استیشن ۴، ویندوز، اکس‌باکس وان                                                                                                 | کپ‌کام                                                          | [ ۶ ] |
| لگو مارول ابرقهرمانان ۲                          | 2017  | کراس‌اور                  | پلی‌استیشن ۴، اکس‌باکس وان، نینتندو سوئیچ، ویندوز                                                                                  | تی‌تی گیمز، برادران وارنر. اینترکتیو انترتینمنت، فرال اینترکتیو | [ ۶ ] |
| مارول گروه ضربت                                  | 2018  | کراس‌اور                  | اندروید، آی‌اواس | فاکس‌نکست                                                       | [ ۶ ] |
| مارول میدان نبرد پایان زمان                      | 2018  | کراس‌اور                  | ویندوز | اسمایل‌گیت انترتینمنت                                           | [ ۶ ] |
| مارول بتل لاینز                                  | 2018  | کراس‌اور                  | اندروید، آی‌اواس | نکسون                                                          | [ ۶ ] |
| مارول مرد عنکبوتی                                | 2018  | مرد عنکبوتی              | پلی‌استیشن ۴، پلی‌استیشن ۵، ویندوز                                                                                                 | سونی                                                           | [ ۶ ] |
| مارول اتحاد قدرت‌ها VR                            | 2018  | کراس‌اور                  | آکیولوس ریفت، آکیولوس ریفت اس | آکیولوس استویدوز                                               | [ ۶ ] |
| مرد عنکبوتی: دور از خانه VR                      | 2019  | مرد عنکبوتی              | اچ‌تی‌سی وایو، آکیولوس ریفت، پلی‌استیشن VR                                                                                          | کریت وی‌آر                                                      | [ ۶ ] |
| مارول اتحاد نهایی ۳: فرمان سیاه                  | 2019  | کراس‌اور                  | نینتندو سوئیچ | نینتندو                                                        | [ ۶ ] |
| انتقام‌جویان: کنترل آسیب                          | 2019  | کراس‌اور                  | N/A | مارول استودیوز                                                 | [ ۶ ] |
| ابر جنگ مارول                                    | 2019  | کراس‌اور                  | اندروید، آی‌اواس | نت ایز                                                         | [ ۶ ] |

### دهه ۲۰۲۰
| عنوان                                                 | تاریخ | ملک                        | پلتفرم(ها)                                                                                | توسعه‌دهنده(ها)     | ناشر(ان)         | مرجع  |
| ----------------------------------------------------- | ----- | -------------------------- | ----------------------------------------------------------------------------------------- | ------------------ | ---------------- | ----- |
| مارول دوئل                                            | 2020  | کراس‌اور                    | اندروید، آی‌اواس                                                                           | نت ایز             | نت ایز           | [ ۶ ] |
| مرد آهنی VR                                           | 2020  | مرد آهنی                   | پلی‌استیشن 4 (پلی‌استیشن VR)، متا کوئست ۲                                                   | کاموفلاژ           | سونی             | [ ۶ ] |
| مارول انتقام‌جویان                                     | 2020  | انتقام‌جویان                | پلی‌استیشن ۴، ویندوز، اکس‌باکس وان، اکس‌باکس سری X/S, پلی‌استیشن ۵، گوگل استادیا              | کریستال داینامیکس  | اسکوئر انیکس     | [ ۶ ] |
| مارول قلمرو قهرمانان                                  | 2020  | کراس‌اور                    | اندروید، آی‌اواس                                                                           | کابام              | کابام            | [ ۶ ] |
| مارول مرد عنکبوتی: مایلز مورالز                       | 2020  | مرد عنکبوتی (مایلز مورالز) | پلی‌استیشن ۴، پلی‌استیشن ۵، ویندوز                                                          | اینسومنیاک گیمز    | سونی             | [ ۶ ] |
| مارول انقلاب آینده                                    | 2021  | کراس‌اور                    | اندروید، آی‌اواس                                                                           | نت‌ماربل مانستر     | نت‌ماربل گیمز     | [ ۶ ] |
| مارول نگهبانان کهکشان                                 | 2021  | نگهبانان کهکشان            | پلی‌استیشن ۴، ویندوز، اکس‌باکس وان، اکس‌باکس سری X/S، پلی‌استیشن ۵، نینتندو سوئیچ (نسخهٔ ابری) | ایداس مونترئال     | اسکوئر انیکس     | [ ۶ ] |
| مارول بشکن                                            | 2022  | کراس‌اور                    | اندروید، آی‌اواس، ویندوز                                                                   | سکند دینر          | نیوورس           | [ ۶ ] |
| مارول میدنایت سانز                                    | 2022  | میدنایت سانز               | ویندوز، پلی‌استیشن ۴، پلی‌استیشن ۵، اکس‌باکس وان، اکس‌باکس سری X/S                            | فیرکسیس گیمز       | 2K گیمز          | [ ۶ ] |
| مارول مرد عنکبوتی ۲                                   | 2023  | مرد عنکبوتی                | پلی‌استیشن ۵، ویندوز                                                                       | اینسومنیاک گیمز    | سونی             | [ ۶ ] |
| مارول در برابر کپ‌کام کالکشن مبارزه‌ای: کلاسیک‌های آرکید | 2024  | کراس‌اور                    | نینتندو سوئیچ، پلی‌استیشن ۴، ویندوز، اکس‌باکس وان                                           | کپ‌کام              | کپ‌کام            | [ ۶ ] |
| مارول رایولز                                          | 2024  | کراس‌اور                    | پلی‌استیشن ۵، ویندوز، اکس‌باکس سری X/S                                                      | نت ایز گیمز        | نت ایز گیمز      | [ ۶ ] |
| مارول آشوب اسرارآمیز                                  | 2025  | کراس‌اور                    | اندروید، آی‌اواس                                                                           | نت ایز گیمز        | نت ایز گیمز      | [ ۶ ] |
| مارول تهاجم کیهانی                                    | 2025  | کراس‌اور                    | نینتندو سوئیچ، نینتندو سوئیچ ۲، پلی‌استیشن ۴، پلی‌استیشن ۵، ویندوز، اکس‌باکس سری X/S         | تریبیوت گیمز       | دوتمو            | [ ۶ ] |
| مارول ددپول VR                                        | 2025  | ددپول                      | متا کوئست ۳                                                                               | توئیستد پیکسل گیمز | آکیولوس استودیوز | [ ۶ ] |
| مارول ۱۹۴۳: خیزش هایدرا                               | 2026  | کاپیتان آمریکا، پلنگ سیاه  | بزودی                                                                                     | اسکای دنس نیو مدیا | پلاین            | [ ۶ ] |
| مارول توکُن                                            | 2026  | کراس‌اور                    | پلی‌استیشن ۵، ویندوز                                                                       | آرک سیستم ورکس     | سونی             | [ ۶ ] |
| مارول ولورین                                          | بزودی | ولورین                     | پلی‌استیشن ۵                                                                               | اینسومنیاک گیمز    | سونی             | [ ۶ ] |
| مرد آهنی                                              | بزودی | مرد آهنی                   | بزودی                                                                                     | موتیو استودیو      | الکترونیک آرتس   | [ ۶ ] |
| مارول بلید                                            | بزودی | بلید                       | بزودی                                                                                     | آرکین لیون         | بتزدا سافت‌ورکز   | [ ۶ ] |

1. ↑  No longer available on PSN as of 2011.